# گول‌پینار (گول‌آغاچ)
گول‌پینار (به ترکی استانبولی: Gülpınar) یک منطقهٔ مسکونی در ترکیه است که در گول‌آغاچ واقع شده‌است.